# Scopula gazella
Scopula gazella är en fjärilsart som beskrevs av William Lucas Distant 1892. Scopula gazella ingår i släktet Scopula och familjen mätare. Inga underarter finns listade.